# Until the Day Is Done
Until the Day Is Done è un singolo del gruppo musicale statunitense R.E.M., pubblicato il 14 novembre 2008 come quarto estratto dal quattordicesimo album in studio Accelerate.

## Video musicale
Il videoclip, diretto da Vincent Moon, è stato messo a disposizione per il download sul sito ufficiale del gruppo e nel loro canale YouTube.

## Classifiche
| Classifica (2008) | Posizione massima |
| ----------------- | ----------------- |
| Svizzera          | 49                |